# 東京都スタートアップ・国際金融都市戦略室
東京都スタートアップ・国際金融都市戦略室（とうきょうとすたーとあっぷ・こくさいきんゆうとしせんりゃくしつ、英称：Office for Startup and Global Financial City Strategy）は、2023年4月に設置され2025年3月まで存在した東京都の組織である。

## 分掌事務
スタートアップや国際金融都市構想、外国企業誘致、特区の推進に関する事務などを行っている。

## 組織
組織上は政策企画局内に設置されているが、東京都組織規程上は各局とともに列記され、局相当の組織として予算や人事などの総務機能はそれぞれ独立して存在していたため、実質的には政策企画局とは別組織となっていた。そのため、職員の政策企画局及びスタートアップ・国際金融都市戦略室間の異動は局間異動として扱われていた。この「室」という位置付けは、スタートアップ・国際金融都市戦略室が設置される前年の2022年4月に設置された子供政策連携室と同様である。
- 室長
  - 戦略推進部
    - 戦略企画課
    - 戦略事業推進課

  - イノベーション推進部
    - イノベーション戦略課
    - スタートアップ推進課

## 後継組織
2025年4月から、スタートアップに関する業務は産業労働局の一級事業所として設置されたスタートアップ戦略推進本部に移管した。また、国際金融都市に関する業務は産業労働局、国家戦略特区に関する業務は政策企画局にそれぞれ移管した。